# Dolinšek
Dolinšek je 187. najbolj pogost priimek v Sloveniji, ki ga je po podatkih Statističnega urada Republike Slovenije na dan 31. december 2007 uporabljalo 947 oseb.

## Znani nosilci priimka
- Beno Dolinšek (1969–1994), alpinist
- Blaž Dolinšek (*1967), gradbenik
- Doroteja Dolinšek (*1994), sodobna umetnica
- Drago Dolinšek (1920–2010), ekonomist, gospodarstvenik, politik
- Eva Dolinšek (*1992), čembalistka
- Hubert Dolinšek (*1934), gozdar
- Ivan Dolinšek (1896–1974), sadjar in drevesničar
- Janez Dolinšek (*1957), fizik, univ. prof.
- Jernej Dolinšek, zdravnik pediater, strok. za celiakijo, prof. MF UM
- Lavoslav Dolinšek (1898–1966), bančnik
- Leon Dolinšek (1932–2009), fotograf, fotoreporter
- Marjan Dolinšek, državni sekretar za področje izobraževanja in športa
- Miha(el) Dolinšek (*1962), filmski ustvarjalec, fotograf, producent
- Olivera in Rajko Dolinšek, podjetnika
- Rafael Dolinšek (1892–1963), zdravnik ginekolog na Hrvaškem
- Rajko Dolinšek (*1957), novinar, komentator v športnem programu
- Sarah Dolinšek (*1978), slikarka
- Slavko Dolinšek (*1955), strojnik, energetik, stokovnjak za menedžment inovacij
- Tone Dolinšek, pravnik in sodnik
- Tone Dolinšek - Metod (1910–1991), kovinostrugar, politični delavec
- Zdravko Dolinšek (*1933), politik, poslanec Skupščine SRS; slikar?
- Zdravko Dolinšek (*1948), zlatar, graver, industrijski oblikovalec, slikar